# World of Warcraft: Legion
 (septembre 2015).
Si vous disposez d'ouvrages ou d'articles de référence ou si vous connaissez des sites web de qualité traitant du thème abordé ici, merci de compléter l'article en donnant les références utiles à sa vérifiabilité et en les liant à la section « Notes et références ».
World of Warcraft: Legion est la sixième extension de jeu vidéo du jeu de rôle en ligne massivement multijoueur World of Warcraft. Elle a été annoncée le 6 août 2015 à la Gamescom et est axée sur le retour de la légion ardente en Azeroth. Elle est sortie le 30 août 2016 a minuit .

## Synopsis
La Légion ardente est de retour en Azeroth, 10000 ans après sa dernière venue qui avait scindé les continents, forçant les armées de l'Alliance et de la Horde à s'unir afin d'affronter le plus grand péril jamais rencontré.
Mais ils seront aidés par les Chasseurs de Démons, nouvelle classe annoncée lors de la gamescom annonçant l'extension.
Niveau maximum monté à 110, nouveaux arbres de talents, nouvelles zones...
Vous pouvez créer un personnage niveau 100 à l'essai de classe si vous voulez modifier votre Sésame.

## Accueil

### Critique
World of Warcraft : Legion a majoritairement bien été accueilli par la critique, cumulant un score de 88/100 sur Metacritic. En France, Gamekult lui attribue une note de 8/10 et salue "son contenu généreux pour un lancement". IGN accorde un 9.1/10, notant à l'extension "un élan qu'elle n'avait pas connu depuis son lancement en 2004".

### Ventes
Le jour de son lancement, l'éditeur Blizzard a enregistré 3,3 millions d'exemplaires vendus et le plus grand nombre de connexions simultanées depuis l'extension World of Wacraft: Cataclysm, en 2010.